# 满陇桂雨
满陇桂雨是浙江杭州市的“新西湖十景”之一，位于西湖西南南高峰与白鹤峰之间山谷中的满觉陇村（又名满家弄），以秋季赏桂花著称。 
939年（五代后晋天福四年），吴越国统治时期，佛寺圆兴院建于此处，1065年（北宋治平二年）改名为满觉院（意为圆满的觉悟）。 自明代起，满觉陇村民普遍以种植、出售桂花为业，在山谷中植有七千多株桂花，有金桂、银桂、丹桂、四季桂等品种，所产桂花销往各省。同时，每年秋季中秋节前后桂花盛开季节，也吸引游人前往观赏。由于细小的桂花随风洒落，被雅称为“满陇桂雨”。
1980年代，桂花被选为杭州市花，满陇桂雨也入选新西湖十景，每年九、十月间举办西湖金秋桂花节。
游人到满陇桂雨，除了赏桂以外，还可以品尝到桂花栗子羹。 